# Liste des États algériens
 (mai 2025).
- Si vous ne connaissez pas le sujet, laissez ce bandeau (vous pouvez alors contacter les auteurs).
- Si vous supprimez le contenu mis en cause (vous pouvez préalablement contacter les auteurs),

argumentez précisément cette suppression dans la page de discussion
(un manque de référence n'est pas un argument ; une recherche réelle de référence doit avoir été effectuée, être formellement documentée).
L'Algérie a connu une multitude d'États indépendants avant l'avènement de l'Algérie moderne.

## Période pré-islamique

### Numidie: 202 av. J.-C – 40 av. J.-C.

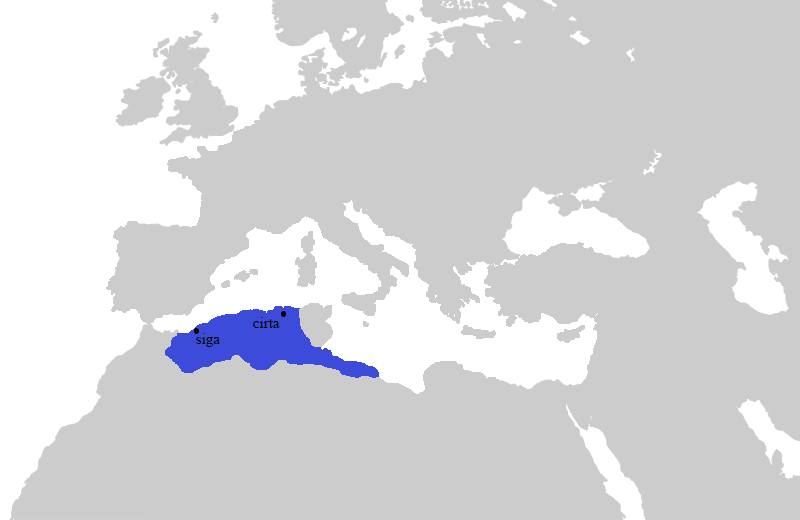
Carte de la Numidie

Le royaume de Numidie est le premier État sur le territoire de l'actuelle Algérie. La Numidie fut fondée par Massinissa, après avoir unifié les Massyles et les Massæsyles et après avoir joué un rôle de premier plan lors des guerres puniques. 
Le roi Massinissa, fils de Gaïa, roi des Massyles, fut l'un des rois les plus prodigieux de son temps. Il fut l'épicentre de la seconde et troisième guerre punique, il mit en place une fameuse cavalerie numide redoutable. Il fut à l' origine de la conquête de la Grèce et de la Macédoine aux côtés des Romains et c'est depuis l'envoi de ce contingent en Macédoine, qu'y naîtra plus tard le célèbre fils d'un soldat Numide envoyé par Massinissa, Spartacus,. Lors de la guerre de Jugurtha la Numidie vaincra militairement la grande Rome avant que Jugurtha se fasse trahir par son beau frère Bocchus le roi de Maurétanie (actuel  Maroc).
| 202 – 148 av. J.-C. | Massinissa   |
| 148 – 118 av. J.-C. | Micipsa      |
| 148 – 145 av. J.-C. | Gulussa      |
| 148 – 140 av. J.-C. | Mastanabal   |
| 118 – 117 av. J.-C. | Hiempsal Ier |
| 118 – 112 av. J.-C. | Adherbal     |
| 118 – 105 av. J.-C. | Jugurtha     |
| 105 – 88 av. J.-C.  | Gauda        |
| 84 – 82 av. J.-C.   | Hiarbas      |
| 88 – 60 av. J.-C.   | Hiempsal II  |
| 60 – 46 av. J.-C.   | Juba Ier     |
| 44 - 40 av. J.-C.   | Arabion      |

Ce royaume indépendant sera finalement annexé par l'Empire romain, malgré de grands soulèvement populaires.
Durant la période romaine, un Algérien natif de l'actuelle Cherchell devient empereur romain, il se nomme Macrin.
- Numidie (province romaine) (vers 100-vers 400), Numidie cirtéenne (303-313)

### Royaume d'Altava: 429 - 708

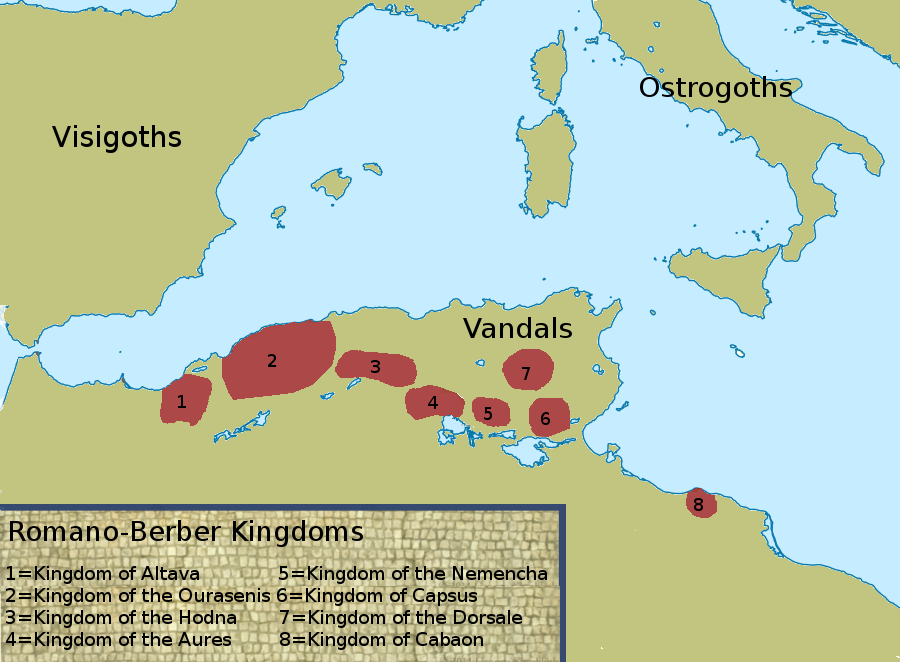
Carte du Royaume d'Altava (1)

Le royaume d'Altava a combattu la conquête ommeyade du Maghreb ainsi que l'empire byzantin. Le berbère Masties a établi son territoire en Numidie avec pour résidence Arris. Pour légitimer son règne avec les provinciaux romains, il a accepté le titre d'empereur et s'est déclaré ouvertement comme chrétien, après 476 ou probablement 484, dans le cadre d'une rébellion contre le roi vandale Hunéric.
| 476-508 | Masties  |
| 508-535 | Masuna   |
| 535-540 | Mastigas |
| 540-560 | ?        |
| 560-579 | Garmul   |
| 579-?   | Sekerdid |
| ?-680   | Iaudas   |
| 680-690 | Koceïla  |
| 690-703 | Dihya    |

## Période islamique

### Royaume sufrite de Tlemcen: 736 - 790
Les Ifrenides sont une dynastie berbère, descendants de la grande branche des Zénètes originaire de la région des Aurès au Maghreb central (actuel Algérie). Lors de la conquête musulmane du Maghreb, ils s'allièrent à la reine Kahina. Les Banou Ifren seront les premiers à établir une dynastie à Tlemcen. Emamanuel K. Akyeampong et Henri Louise Gates, Jr, datent la dynastie de 790 à 1066. Leur chef Abou Qurra sera le leader de la révolte berbère qui signera la fin des Omeyyades. Le royaume ne dure pas longtemps, conformément aux règles strictes du sufrite, Abou Qurra ne pouvait pas laisser ses descendants fonder une dynastie, son royaume sera finalement annexé par les Rostémides.
- Abou Qurra, souverain de Tlemcen (736 à 790).

### Rostémides: 761 - 909
Après la conquête musulmane du Maghreb, les ifrénides se révoltent contre le régime omeyyade, ces révoltes s’associent au milieu du VIIIe siècle au dogme kharidjite qui les séduit par son puritanisme et son message égalitaire et gagnent une bonne partie du Maghreb. Ainsi, les premiers États musulmans en Afrique du Nord étaient kharidjites. Dans le Maghreb central, Abou Qurra, chef de la tribu des Ifren fonde le royaume sufrite de Tlemcen. Mais l'entité kharidjite la plus importante est celle des Rostémides.
Les Rostémides dont la capitale était Tahert ont régné sur une large partie du Maghreb central jusqu’à l’avènement des Fatimides. Ibn  Rustom est reconnu « Imam » par les ibadites du Maghreb. De fait, le pouvoir de la dynastie s'étendait sur un vaste territoire allant des monts de Tlemcen en Algérie à Tripoli en Libye sur plus de 1 300 km dans les steppes, en passant par plusieurs oasis dans le Sud algérien.
Rustam
1. `Abd al-Rahmân (778-788).
2. `Abd al-Wahhab (788-824).
3. Abû Sa`îd al-Aflah (824-872).
4. Abû Bakr (872-874).
5. Abû al-Yaqzan Muhammad (874-894).
6. Abû-Hâtim Yûsuf (894-895) et (899- ?).
7. Ya`qûb (895-899) et (? -907).
8. Yaqzan (907-909) ; (909 : Destruction de Tahert par les Fatimides).

### Fatimides: 909 - 1171

Drapeau des Fatimides dans un premier temps

L'établissement de leur califat débute au Maghreb central sous l'Imam Ubeyd Allah El Mahdi Bi Allah - (909 à 934). Les Fatimides tirent leur nom de Fatima la fille du prophète de l'Islam. Appuyés par les berbères Ketamas et maghrawa de Petite Kabylie dans l'actuelle Algérie, fondent sous Ubayd Allah al-Mahdi, leur dynastie Fatimide. Ils mettent fin à la dynastie Rostémide et conquièrent l'Ifriqiya en renversant le pouvoir local aghlabide. Après avoir délégué le pouvoir aux Zirides en Algérie (et au Maghreb), ils finiront par s'établir dans la ville du Caire qui pendant leur règne prendra un essor considérable. Lorsqu'ils transfèrent leur cour en Égypte, ils nomment la dynastie Ziride pour les remplacer et imposer l'union.
- ‘Ubayd Allâh al-Mahdî (909-934)
- Al-Qâ'im bi-Amr Allah (934-946)
- Ismâ‘îl al-Mansûr Billâh (946-953)
- Al-Muʿizz li-Dīn Allāh (953-975). En 972 il délègue le contrôle du Maghreb aux Zirides.
- Abû Mansûr Nizâr al-‘Azîz Billâh (975-996)
- Al-Hâkim (996-1021)
- ‘Alî az-Zâhir (1021-1036)
- Al-Mustansîr bi-llâh (1035-1094)
- Al-Musta‘lî (1094-1101)
- Al-Amir bi-Ahkâm Allâh (1101-1130)
- ‘ Abd al-Majîd al-Hâfiz (1130-1149)
- Az-Zafir (1149-1154)
- Al-Faiz (1154-1160)
- Al-Adid (1160-1171)

### Zirides et Hammadides: 972 - 1152

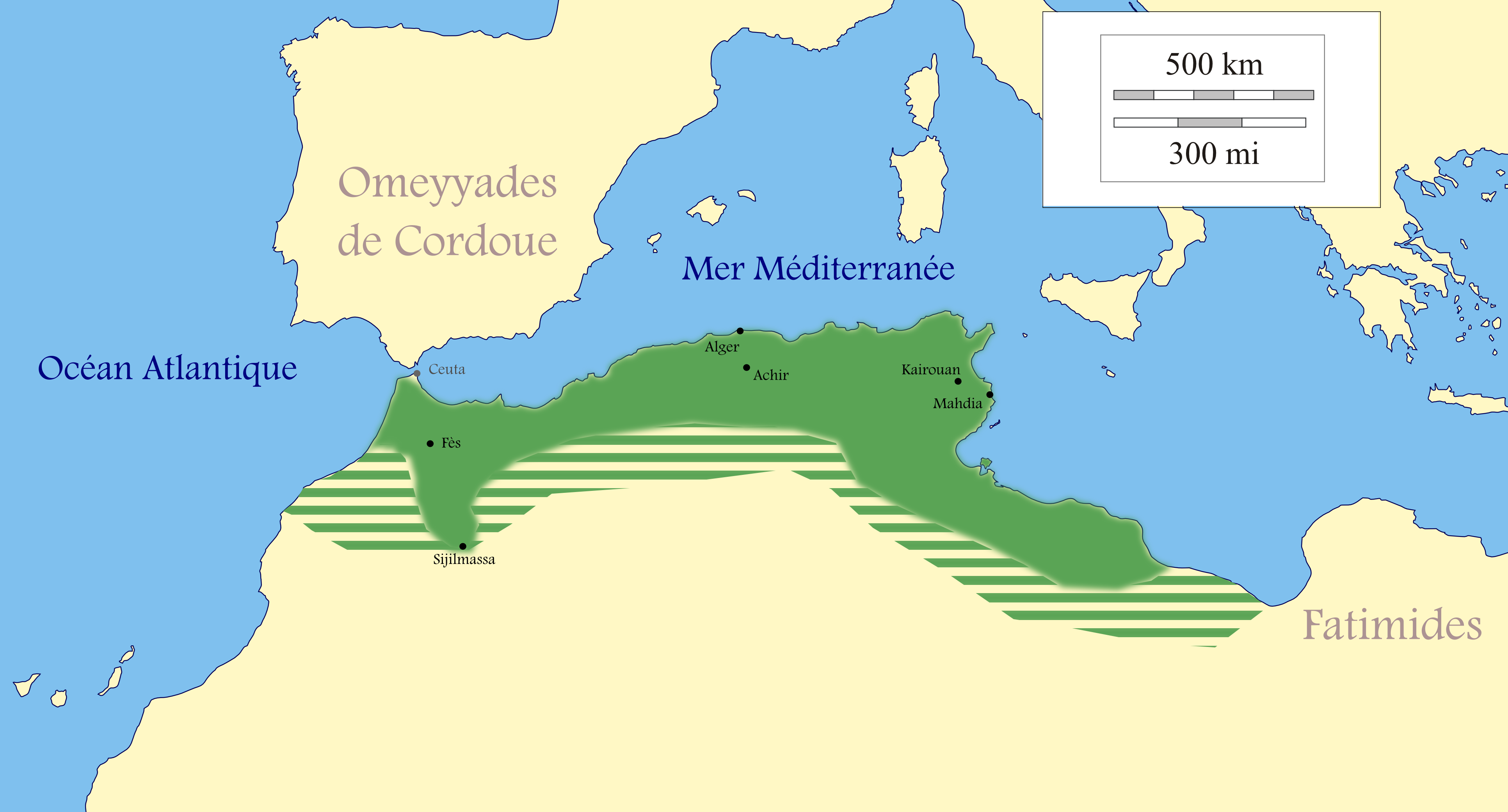
Émirat ziride en 980

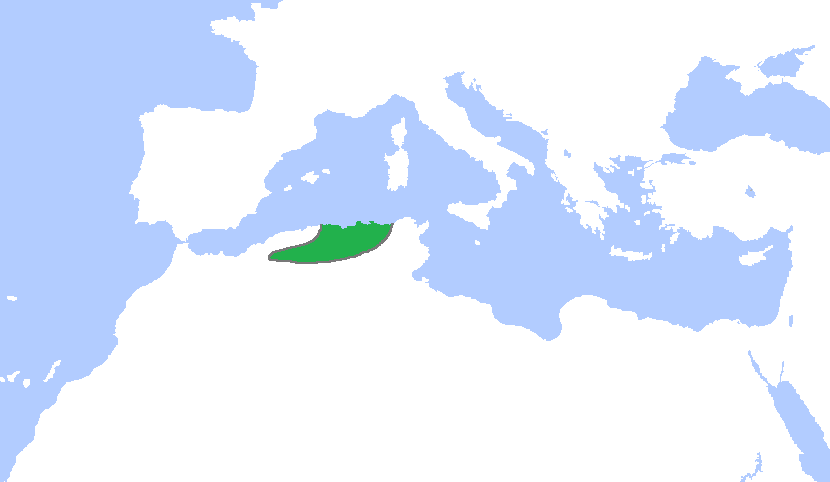
Royaume hammadide en 1100

Les Zirides (en berbère : ⵉⵣⵉⵔⵉⴻⵏ  Izirien ; en arabe الزيريون az-Zīrīyūn ou بنو زيري banū Zīrī), sont une dynastie berbère sanhajienne originaire du Maghreb central (actuelle Algérie), qui règne sur le Maghreb entre 972 et 1014 puis sur une partie de la Libye jusqu'en 1148. Cette dynastie est celle qui fonda le royaume de Grenade en 1012 ainsi que la ville d'Alger. C'est la première dynastie d'origine berbère de l'histoire du Maghreb médiéval.Descendants de Ziri ibn Menad, chef militaire ayant rallié les Fatimides et qui donne son nom à la dynastie, les Zirides sont une lignée d'émirs qui gouvernent au nom des califes fatimides installés en Égypte. Dans les faits ils renforcent leur indépendance jusqu'à rompre officiellement avec les Fatimides à partir du milieu du XIe siècle,.
- Mankuch
  - Manad
    - Ziri
      - 1. Bologhin, roi d'Ifriqiya (973-984)
        - 1. Hammad, fondateur de la dynastie des Hammadides (1014-1028)
          - 2. Al-Qaid, roi hammadide (1028-1054)
            - 3. Muhsin, roi hammadide (1054-1055)
              - Abu Yakni, gouverneur de Constantine et de Bône (1091-1094)

            - Ouighlan, gouverneur de Mahdia en 1088

          - Muhammad
            - 4. Bologhin, roi hammadide (1055-1062)

          - `Alannas
            - 5. An-Nasir, roi hammadide (1062-1088)
              - 6. Al-Mansur, roi hammadide (1088-1105)
                - 7. Badis, roi hammadide (1105)
                - 8. `Abd al-`Aziz, roi hammadide (1105-1121)
                  - 9. Yahya, roi hammadide (1121-1152), mort en 1163

                - Yousouf, gouverneur d'Achir vers 1062
                - Abdallah, gouverneur d'Alger vers 1062

              - Romman, gouverneur de Hamza vers 1062
              - Khazer, gouverneur de N'Gaous vers 1062
              - Belbar, gouverneur de Constantine vers 1062-1091

            - Kebab, gouverneur à Miliana vers 1062

        - Abu al-Behar, gouverneur de Tahert en 984
        - 2. Al-Mansur, roi d'Ifriqiya (984-995)
          - 3. Badis, roi d'Ifriqiya (995-1015)
            - 4. Al-Muizz, roi d'Ifriqiya (1015-1062)
              - 5. Tamim, roi d'Ifriqiya (1062-1108)
                - 6. Yahya, roi d'Ifriqiya (1108-1116)
                  - 7. Ali, roi d'Ifriqiya (1116-1121)
                    - 8. Hassan, roi d'Ifriqiya (1121-1148)

        - Itouweft, gouverneur d'Achir en 984, gouverneur de Tahert en 995

      - 1. Zawi, roi de Grenade (1012-1019)
      - Maksan
        - 2. Habus, roi de Grenade (1019-1038)
          - 3. Badis, roi de Grenade (1038-1973) et Malaga (1058-1073)
            - Bologhin (mort en 1065)
              - 4. Tamim, roi de Malaga (1073-1090)
              - 4. Abdallah, roi de Grenade (1073-1090)

            - Maksan (écarté de la succession par son père)

Sauf indication contraire, les dates sont celles de règne.
- En gras : les Zirides d'Ifriqiya ;
- En italique gras : Zawi et ses descendants qui règnent en Espagne (rois de Grenade) ;
- En italique : la branche hammadide qui règne sur le Maghreb central.

### Royaume zianide de Tlemcen: 1235 - 1556
Le royaume de Tlemcen ou royaume zianide de Tlemcen (en berbère : ⵉⵣⵉⴰⵏⵉⴻⵏ, en arabe : الزيانيون) est un royaume berbère, établi après la disparition du califat almohade en 1236. Il est gouverné par les sultans de la dynastie zianide qui règnent depuis Tlemcen au Maghreb central (actuelle Algérie). Les Banu Zayan sont une tribu berbère zénète originaire des Aurès. D’origines nomade, ils étaient refoulés au XIe siècle par les hilaliens jusqu’aux confins du Maghreb al-Aqsa (actuel Maroc), ils s’allient à Abd al-Mumin qui les installe dans la partie occidentale de l’Oranie.
- Yaghmoracen émir de Tlemcen 1236-1283, fonde la dynastie dont la capitale est Tlemcen.
  - Abou Said Othman I émir de Tlemcen 1283-1304.
  - Abou Zyan I émir de Tlemcen 1304-1308.
  - Abou Hamou Mousa I émir de Tlemcen 1308-1318 assassiné.
    - Abou Tachfin I émir de Tlemcen 1318-1337 tué.
    - Abou Saïd Othman II co-émir de Tlemcen 1348-1352 tué.
      - Abou Thabit I co-émir de Tlemcen 1348-1352 tué.

    - Abou Hamou Moussa II émir de Tlemcen 1359-1388 tué.
      - Abu Tachfin II émir de Tlemcen 1388-1393 abdique.
      - Saïd émir de Tlemcen 1411-1411.
      - Abou Malik Abd El-Wahid émir de Tlemcen 1411-1423 et 1428-1430.
      - Abou Zyan II émir de Tlemcen 1394-1399.
      - Abou Abdallah Mohamed I émir de Tlemcen 1401-1410.
      - Abd El-Rahman émir de Tlemcen 1411-1411.
      - Abou-l-Abbas Ahmed émir de Tlemcen 1430-1431.
      - Abou-l-Hadjadj Youssouf émir de Tlemcen 1393-1394.
      - Abou Mohamed Abdallah I émir de Tlemcen 1399-1401.
- Abou Thabit II émir de Tlemcen 1393-1393.
- Abou Abdallah Mohamed II émir de Tlemcen 1423-1430.
- Abou Abdallah Mohamed III émir de Tlemcen 1431-1468.
- Abou Tachfin III émir de Tlemcen 1468-1468.
- Abou Abdallah Mohamed IV émir de Tlemcen 1468-1504.

### Régence d'Alger: 1516 - 1830

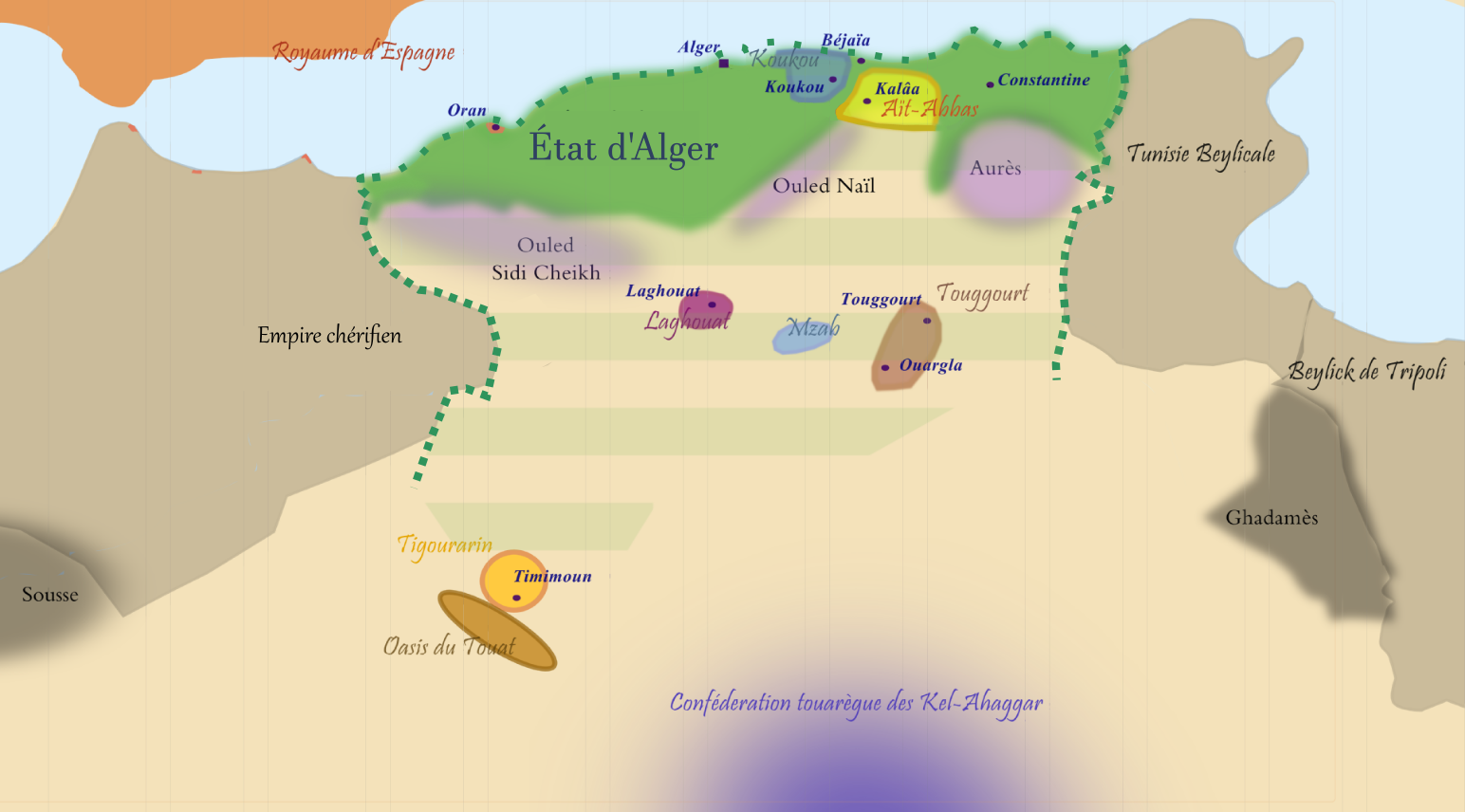
Carte de la Regence d'Alger et de ces vassaux

La régence d’Alger (en arabe : Al Jazâ’ir) est un ancien État d’Afrique du Nord, autonome puis vassal de l'Empire ottoman ayant duré de 1516 à 1830.
En 1518, Abou Hammou, sultan zianide, règne sur Tlemcen, tout en reconnaissant la suzeraineté espagnole et leur procurant le ravitaillement nécessaire à la place d'Oran, ce qui provoque le mécontentement des habitants de Tlemcen qui appelèrent au secours Arudj Barberousse, « sultan d'Alger », renommé pour ses succès contre les Espagnols pour les libérer, Arudj Barberousse, avec l'aide de 5 000 algériens.

En 1710, le dey Baba Ali Chaouche fait éliminer plus de mille janissaires et décida de ne plus recevoir de pacha de Constantinople, marquant son indépendance. Le dey assure désormais la fonction de pacha, pour les habitants d'Alger il est considéré comme le « Sultan d'El-Djazaïr ». Il réforme le diwan qu'il débarrasse de l'influence des janissaires frondeurs.

## État algérien moderne

### État d'Abdelkader: 1833 - 1847

drapeau de l'Émirat de Mascara

Seau de l'État d'Abdelkader

L'État d'Abdelkader, ou l'Émirat d'Abdelkader, est un État indépendant formé sur les parties centrale et occidentale de l'Algérie durant la conquête de l'Algérie par la France. Qualifié dans l'historiographie algérienne d'État algérien moderne, il voit se mettre en place une doctrine de pouvoir qui tranche avec celle du précédent régime des deys d'Alger. Il est dirigé par l'émir Abdelkader, de 1833 à 1847, et ses capitales sont successivement Mascara, et Tagdemt
L'État aura duré environ 15 ans (4 février 1833 - 23 décembre 1847), tout en combattant la France et en instituant des institutions comme un Parlement (assemblée consultative) et un conseil des ministres,.

### République algérienne démocratique et populaire: 1962 - aujourd'hui

Drapeau algérien

La République algérienne démocratique et populaire, abrégée en (RADP) (en arabe الجمهورية الجزائرية الديمقراطية الشعبية ; en tamazight : ⵜⴰⴳⴷⵓⴷⴰ ⵜⴰⵎⴳⴷⴰⵢⵜ ⵜⴰⵖⵔⴼⴰⵏⵜ ⵜⴰⴷⵣⴰⵢⵔⵉⵜ (Tagduda tamegdayt taɣerfant tazzayrit)) est un état d’Afrique du Nord faisant partie du Maghreb.
- Abderrahmane Farès (6 avril - 25 septembre 1962)
- Ferhat Abbas (25 septembre 1962 - 15 septembre 1963)
- Ahmed Ben Bella (15 septembre 1963 - 19 juin 1965)
- Houari Boumédiène (19 juin 1965 - 27 décembre 1978)
- Rabah Bitat (27 décembre 1978 - 9 février 1979)
- Chadli Bendjedid (9 février 1979 - 11 janvier 1992)
- Haut conseil de sécurité (11 - 16 janvier 1992)
- Mohamed Boudiaf (16 janvier - 29 juin 1992)
- Haut Comité d'État (29 juin - 2 juillet 1992)
- Ali Kafi (2 juillet 1992 - 30 janvier 1994)
- Liamine Zéroual (30 janvier 1994 - 27 avril 1999)
- Abdelaziz Bouteflika (27 avril 1999 - 2 avril 2019)
- Abdelkader Bensalah (9 avril 2019 - 19 décembre 2019)
- Abdelmadjid Tebboune (depuis le 19 décembre 2019)

Les présidents gravés en Italique sont des présidents par intérim.